# Tempus Közalapítvány
Az 1996-ban létrehozott Tempus Közalapítvány a Kulturális és Innovációs Minisztérium felügyelete alatt működő, több évtizedes szakmai múlttal rendelkező, dinamikus és munkavégzésében igényes közhasznú szervezet, amely az általa kezelt programokon keresztül a legnagyobb mértékű mobilitást bonyolítja le Magyarországon. 
Célja a közös európai értékek és célok képviselete és közvetítése az oktatás, képzés területén, valamint a magyar oktatás-képzési rendszer megismertetése és érdekeinek képviselete nemzetközi környezetben.

## Székhelye
1077 Budapest, Kéthly Anna tér 1. 

## Tevékenysége
A Tempus Közalapítvány igen összetett: nemzeti és nemzetközi oktatási-képzési pályázati programokat kezel, különböző képzéseket nyújt az EU támogatások felhasználása témakörében, illetve tudásközpont szerepet tölt be.
A Tempus Közalapítvány végzi az Európai Bizottság Egész életen át tartó tanulás programjának és a közép-európai CEEPUS programnak a magyarországi koordinációját, valamint pályáztatja a Pestalozzi programot. 2014-től a Közalapítvány az Erasmus+ programjának egyik magyar nemzeti irodája is.
Információt nyújt a Tempus, az Erasmus Mundus, az Európa a polgárokért programokról, valamint az EU Kutatás-fejlesztési Keretprogramjának lehetőségeiről. Emellett az Euraxess hálózat magyarországi tagja, valamint www.studyinhungary.hu címen információs honlapot tart fenn a Magyarországra érkező külföldi hallgatók, oktatók, kutatók számára. Kiállítja az Europass Mobilitás dokumentumot, és Alumni hálózatot működtet a volt ösztöndíjasoknak.
A FAT által akkreditált képzőintézményként a Tempus Közalapítvány az EU-támogatások felhasználására felkészítő, illetve tanárok, pedagógusok számára kifejlesztett speciális képzéseket kínál. A képzési kínálatban elméleti és gyakorlati, alapozó és haladó kurzusok is találhatók, több egymást kiegészítő kurzus modulrendszerben is elvégezhető. A képzéseket szigorú akkreditációs eljárásoknak vetjük alá, így folyamatosan magas színvonalat biztosítunk résztvevőink számára.
A Tempus Közalapítvány komoly szakmai múltra tekinthet vissza. Az eltelt idő alatt felhalmozódott, a pályáztatói és képző tevékenységen túlmutató szakmai tudást és tapasztalatot szeretnénk visszaforgatni, megosztani az érintettekkel és ezáltal hozzájárulni a magyar oktatás és képzés minőségének fejlesztéséhez, nemzetközi pozíciójának erősítéséhez, az európai értékek közvetítéséhez. Információval, tanácsadással örömmel állunk minden hozzánk forduló érdeklődő rendelkezésére.

## Céljai
A Tempus Közalapítvány a következő időszakra az alábbi célokat elérve kívánja szolgáltatásainak minőségét javítani:
1. Mindent megteszünk annak érdekében, hogy a hátrányos helyzetű célcsoportokat nagyobb mértékben bevonjuk az általunk kezelt programokba, ezzel is erősítve célcsoportjaink esélyeinek egyenlőségét.
2. Naprakész, a célcsoport igényeinek megfelelő képzéseket kínálunk. Széles körben terjesztjük a hozzánk eljutott, az oktatás és képzés, valamint a K+F szektorok jövőjét érintő információkat.
3. Mindent megteszünk azért, hogy a Tempus Közalapítvány ügyfeleinek körében a Közalapítvánnyal kapcsolatos elégedettség folyamatosan növekedjen.

E célok elérése érdekében MSZ EN 9001:2009 szabvány szerinti tanúsított minőségirányítási rendszert működtetünk, és arra törekszünk, hogy a jogszabályi és szakmai követelmények teljesítése mellett folyamatosan fejlesszük szakmai munkánk eredményességét. A minőségcéljaink megvalósulását nyomon követjük, minőségpolitikánkat évente áttekintjük, felülvizsgáljuk. Minőségpolitikánk megvalósulását a Közalapítvány Kuratóriuma és vezetése a rendelkezésére álló minden lehetséges eszközzel támogatja.